# FK Borac Veliko Središte
FK Borac Veliko Središte je fudbalski klub iz sela Veliko Središte, udaljenom 10 km od grada Vršca. Klub se od sezone 2010/2011 takmiči u Južnobanatskoj ligi B Istok.

## Spoljašnje veze
- FK Borad Veliko Središte na sajtu fudbalvrsac.blogspot.com